# ویلیام وی. آلن
ویلیام وی. آلن (به انگلیسی: William Vincent Allen) سناتور سابق عضو حزب مردم (ایالات متحده آمریکا) بود. وی در سال ۱۸۹۳ تا ۱۸۹۹ و ۱۸۹۹ تا ۱۹۰۱ میلادی سناتور ایالت نبراسکا در سنای ایالات متحده آمریکا بود.